# Ужаси рата
Ужаси рата (шп. Los desastres de la guerra) је серија од 82 графике шпанског сликара Франсиска де Гоје, настала у периоду између 1810. и 1815. године. Упечатљиве графике представљају детаље окрутних и бесмислених атроцитета почињених у шпанско-француском сукобу, односно рату за независност Шпаније.
За вријеме живота Гоје, штампана су само два комплета ових графика, један од којих је Гоја поклонио свом пријатељу и критичару умјетности Сеану Бермудезу. Прво издање послије Гојине смрти, објавила је Краљевска академија лијепих умјетности Сан Фернандо, 1863. године. Слиједила су га три издања, 1892, 1903, и 1906. године.

## Историјске прилике на основу којих настају графике
1808. године, почиње први прави герилски рат у историји. Стране у сукобу су Шпанија и Наполеонова Француска. Наполеонове трупе улазе у Шпанију како би напале Португал, савезника Енглеске. У првом моменту, шпански народ поздравља француске трупе, пошто мисли да су Французи дошли да оборе Мануела Годоја, краљичиног штићеника. Али када је Наполеон приморао шпанског краља на абдикацију послије репресије која се десила 3. маја и послије именовања краљевог брата Хосеа за краља, ствари се драстично мијењају. Претпостављени ослободилац се претвара у непријатеља и освајача. Као и у остатку Европе, отпор и мржња према Наполеону прогресивно расте.
Брутална и крвава репресија мајских устанака у Мадриду, била је сигнал за отпочињање масовних оружаних отпора против Француза, широм Шпаније. Почевши од Наваре, првог дијела који је био у контакту са француским трупама, па све до најјужнијих дијелова Шпаније.
31. маја 1808. године и под вођством шпанског генерала Палафокса, у Сарагоси почиње крвави отпор против Француза. Град је био непрекидно бомбардован већ од половине јуна, али браниоци Сарагосе успијевају да одоле свим нападима, тако да половином августа 1808. године, француски генерали доносе одлуку о паузи борбених дејстава. У то вријеме, генерал Палафокс позива Гоју у Сарагосу како би био свједок окрутне опсаде Сарагосе.

## Датирање
Гоја из Мадрида путује у Сарагосу између 2 и 8. октобра 1808. године, на позив шпанског генерала Палафокса, како би упознао и касније представио, догађаје око опсаде Сарагосе. Током пута сусреће се са разним ратним сценама које такође представља на сликама као што су Производња барута у Сијери де Тардијенти и Произодња метака у Сијери де Тардијенти, настале у периоду израде Ужаса рата.
Од октобра 1808. године, Гоја израђује припремне скице (данас у Музеју Прадо), и полазивши од тих скица почиње израду графичких плоча 1810. године. Мале измјене које су се десиле у процесу, учиниле су да нестану анегдотични елементи у прилог бољим композитивним рјешењима, као и вишој универзалности представљених сцена. Такође је битно истаћи, одбацивање представљања смрти као херојског чина.
У вези датума завршетка графика, Херуса Вега је анализирао квалитет папира и плоча и закључио да су слабог квалитета, те би по њему завршетак израде био негдје 1815. године, будући да је Гоја у том периоду имао великих потешкоћа за проналажење квалитетних графичких и сликарских материјала.
Временски оквир сцена ових графика, обухвата период догађаја који су се десили у Шпанији између 1808. и 1815. године. Чињеница да нису објављене тих година, по Глединингу, је највјероватније у директној вези са оштром критиком појединих графика на рачун тадашњег тоталитарног режима.

## Техника
Графичка техника у којој су рађене графике је бакропис, са детаљима у сувој игли и акватинти. Иако је акватинта основна техника за израду серије графика под именом Каприци, Гоја је једва користи у овој серији, највјероватније због проблема са материјалима који га прате током израде „Ужаса“.

## Теме и структура
У првом моменту, графике Ужаса требало је да буду патриотски албум, у складу са захтјевима генерала Палафокса, међутим, како је Гоја напредовао у изради, шири спектар представљених сцена како би представио различите типове ратних недаћа и дешавања, обухватајући обе зараћене стране без разлике. У многим графикама није могуће утврдити која страна је аутор ужаса и атроцитета. На крају серије дотиче се и неких послијератних политичких тема.

## Галерија графика
- Тужна предсказања онога што ће се десити
- Исто
- Овдје такође
- Ово је горе
- Због једног перореза
- Бјеже од ватре
- Кревети смрти
- Против општег добра